# Halszaak
Een halszaak is van oudsher een misdrijf waarvoor de doodstraf kan worden opgelegd. Tijdens het ancien régime in de Nederlanden was de bevoegdheid om in dergelijke zaken recht te spreken — de hoge jurisdictie — vaak in handen van de heer van een gebied. 
In figuurlijke zin wordt "halszaak" wel gebruikt voor een kwestie waarin twee personen niets aan elkaar wensen toe te geven; zij "maken er een halszaak van".